# Mouvement du 23 Mars (Maroc)
Le Mouvement du 23 Mars (en arabe : منظمة 23 مارس), aussi appelé "Ex-Organisation B" ou "M23", était un mouvement politique marocain de mouvance marxiste-léniniste, créé par des militants d'extrême gauche sous la direction de Mohamed Bensaid Aït Idder en 1970.
Le mouvement, actif pendant les années 1970, prônait la voie révolutionnaire au Maroc, et militait pour une république. Le mouvement est à l'origine d'autres mouvements du même but au Maroc, notamment "Linakhdom Chaab" (en arabe : لنخدم الشعب - servons le peuple, créé en 1971) et "Unité et Lutte" (1975-1978).
Après plusieurs années de clandestinité, le groupe a subi de nombreux changements et plusieurs cadres ont décidé de s'orienter vers un cadre de travail plus légal, créant l'Organisation de l'action démocratique populaire (OADP) en 1983. C'était après le retour d'exil des chefs de groupe - dont Mohamed Lahbib Taleb, Mohamed Bensaïd Aït Idder et Ibrahim Yassine.

## Contexte
Le groupe est nommé d'après les soulèvements du 23 mars 1965, qui ont éclaté le lendemain d'une manifestation étudiante pacifique violemment réprimée. De nombreux jeunes n'ont pas pu pardonner à l’État les meurtres, notamment en l'absence d'enquête ou d'interrogatoire, ainsi que de la permanence des responsables dans leurs fonctions respectives. Parmi ceux-ci se trouvait le général Mohamed Oufkir, la deuxième personnalité la plus puissante du pays derrière le roi Hassan II, qui, le 23 mars 1965, aurait tiré sur la foule depuis un hélicoptère,. 
Dans ce contexte, il a été sérieusement envisagé de créer une organisation qui adopte la violence et le changement radical comme moyen d'atteindre des objectifs politiques, loin des partis politiques qui sont limités par la loi. Cela a été influencé par la défaite arabe contre Israël dans la guerre de 1967, ainsi que par la diffusion de la pensée communiste parmi la jeunesse marocaine.
Cela a cédé la place à la création de groupes de jeunes politiquement engagés, tels que l'Union nationale des étudiants du Maroc, le Parti communiste marocain et l'Union marocaine du travail. De plus, a été formé au sein de l'Union nationale des forces populaires un noyau qui aurait un rôle majeur dans la formation du mouvement du 23 mars, comprenant Ahmed Herzni, al-Barduzi, Bouabid Hamama, Sion Assidon et Mohamed Lahbib Taleb.

## Histoire
L'organisation, qui s'est proclamée en 1970, pensait que le changement par le dialogue était impossible. Elle croyait qu'une révolution - dirigée par un parti représentant les intérêts du prolétariat, afin de remettre le pouvoir entre les mains du peuple - était nécessaire, d'autant plus que les conditions étaient primordiales pour une révolution.
L'organisation a cherché à mettre en œuvre sa vision à travers un processus en 3 étapes: premièrement, diffuser des idées révolutionnaires parmi le grand public; deuxièmement, créer un parti révolutionnaire populaire; troisièmement, mobiliser le peuple marocain pour prendre le pouvoir.
En 1972, des militants étudiants sahraouis impliqués dans Ila al-Amam et le mouvement du 23 Mars dirigés par El-Ouali Moustapha Sayed, inspirés par Che Guevara et Fidel Castro et ce qu'ils avaient accompli dans la Sierra Maestra, ont publié dans la revue littéraire marocaine radicale Anfas leur désir de transformer la libération du Sahara des Espagnols en un foyer révolutionnaire mobile d'où libérerait le peuple marocain du «système comprador régressif». 
Bien que la violence soit un élément essentiel de la croyance du groupe, elle est restée limitée aux discours alors que les forces de sécurité réprimaient le groupe.
Après plusieurs années de clandestinité, le groupe a subi de nombreux changements. Le groupe révolutionnaire a décidé de s'orienter vers un travail dans un cadre légal, créant l'Organisation d'Action Démocratique Populaire en 1983. C'était après le retour d'exil des chefs de groupe - dont Mohamed Lahbib Taleb, Mohamed Bensaïd Aït Idder et Ibrahim Yassine,,.

## Presse
Le mouvement du 23 Mars avait plusieurs supports écrits, incluant:

### Arabophone
- أنفاس (Souffles , 1971-1978)
- الطريق الوحيد (La seule voie, 1972-1974)
- إلى الأمام (En Avant, 1972-1973)
- 23 مارس (23 Mars , 1973-1974 / 1975-1980)
- أنوال (Anoual)

### Francophone
- Souffles (1971-1978)